# Duncan (inslagkrater)
Duncan is een inslagkrater op de planeet Venus. Duncan werd in 1985 genoemd naar de Amerikaanse danseres Isadora Duncan (1878-1927).
De krater heeft een diameter van 40,3 kilometer en bevindt zich nabij Ben Dorsa en ten westen van Otau Corona in het noordoosten van het quadrangle Metis Mons (V-6).